# Сервий Корнелий Цетег
Сервий Корнелий Цетег (лат. Servius Cornelius Cethegus) — государственный и политический деятель эпохи ранней Римской империи, ординарный консул 24 года.

## Биография
Сервий происходил из патрицианского рода Корнелиев Цетегов. В 24 году Цетег занимал должность ординарного консула совместно с Луцием Виселлием Варроном. В конце правления императора Тиберия он был проконсулом провинции Африка (по разным версиям, в 34/35, 36/37 или 37/38 годах).